# Cor Vriend
Cornelis Wilhelmus Pieter Vriend (Eindhoven, 8 novembre 1949) è un ex maratoneta olandese, vincitore della maratona di Amsterdam nel 1982 e nel 1983.

## Palmarès
| Anno | Manifestazione  | Sede        | Evento   | Risultato | Prestazione | Note |
| ---- | --------------- | ----------- | -------- | --------- | ----------- | ---- |
| 1978 | Europei         | Praga       | Maratona | 30º       | 2h21'25"    |      |
| 1982 | Europei         | Atene       | Maratona | dnf       | dnf         |      |
| 1984 | Giochi Olimpici | Los Angeles | Maratona | 39º       |             |      |

Ha partecipato a due edizioni dei Giochi Olimpici:
- Mosca 1980: 41º
- Los Angeles 1984: 39º

## Altre competizioni internazionali
1974
- Bronzo alla Maratona di Essen ( Essen) - 2h20'59"
- Oro all'Abdij Cross ( Kerkrade)

1975
- 4º alla Maratona di Amsterdam ( Amsterdam) - 2h20'15"
- 8º alla Maratona di Enschede ( Enschede) - 2h23'33"
- Oro alla Maratona di Bruxelles ( Bruxelles) - 2h18'07"

1976
- Oro all'Abdij Cross ( Kerkrade)

1977
- 7º alla Maratona di Amsterdam ( Amsterdam) - 2h21'04"
- 10º alla Maratona di Enschede ( Enschede) - 2h21'47"
- Oro alla Westland Marathon ( Maassluis) - 2h21'40"

1978
- 4º alla Maratona di Sneek ( Sneek) - 2h14'32"
- Argento alla Westland Marathon ( Maassluis) - 2h16'15"
- Oro alla Maratona di Maastricht ( Maastricht) - 2h22'35"

1979
- 13º alla Maratona di New York ( New York) - 2h17'54"
- 4º alla Maratona di Amsterdam ( Amsterdam) - 2h17'34"
- 8º alla Maratona di Enschede ( Enschede) - 2h18'43"

1980
- 27º alla Maratona di New York ( New York) - 2h18'38"
- 4º alla Maratona di Amsterdam ( Amsterdam) - 2h13'08"
- Oro alla Maratona di Utrecht ( Utrecht) - 2h20'35"
- Bronzo alla Maratona di Évry ( Évry) - 2h13'20"
- Oro alla Maratona di Apeldoorn ( Apeldoorn) - 2h18'42"
- 11º alla City-Pier-City Loop ( L'Aia) - 1h04'51"

1981
- 8º alla Maratona di Tokyo ( Tokyo) - 2h14'04"
- 5º alla Maratona di Amsterdam ( Amsterdam) - 2h20'02"
- Oro alla Maratona di Enschede ( Enschede) - 2h15'54"
- 13º alla Maratona di Fukuoka ( Fukuoka) - 2h14'25"
- Oro alla Westland Marathon ( Maassluis) - 2h17'06"
- 21º alla Maratona di Agen ( Agen) - 2h21'07"
- 14º alla City-Pier-City Loop ( L'Aia) - 1h06'07"

1982
- Oro alla Maratona di Amsterdam ( Amsterdam) - 2h12'15"
- Oro alla Westland Marathon ( Maassluis) - 2h13'28"
- Argento alla Maratona di Helsinki ( Helsinki) - 2h17'02"
- 18º alla Maratona di Pechino ( Pechino) - 2h22'05"
- 13º alla City-Pier-City Loop ( L'Aia) - 1h04'19"

1983
- 18º alla Maratona di Tokyo ( Tokyo) - 2h17'25"
- Oro alla Maratona di Amsterdam ( Amsterdam) - 2h13'41"
- Bronzo alla Maratona di Enschede ( Enschede) - 2h16'43"
- 18º alla Maratona di Fukuoka ( Fukuoka) - 2h16'08"
- Oro alla Westland Marathon ( Maassluis) - 2h13'29"
- 14º alla City-Pier-City Loop ( L'Aia) - 1h03'01"

1984
- Argento alla Maratona di Amsterdam ( Amsterdam) - 2h16'54"
- Oro alla Westland Marathon ( Maassluis) - 2h11'41"

1985
- Bronzo alla Maratona di Enschede ( Enschede) - 2h15'51"
- 5º alla Westland Marathon ( Maassluis) - 2h14'50"
- 11º alla Maratona di Montreal ( Montreal) - 2h19'10"
- 22º alla Maratona di Pechino ( Pechino) - 2h21'01"
- 18º alla Maratona di Honolulu ( Honolulu) - 2h29'39"

1987
- 22º alla Maratona di Tokyo ( Tokyo) - 2h28'13"
- 10º alla Maratona di Rotterdam ( Rotterdam) - 2h26'53"
- Oro alla Maratona di Helmond ( Helmond) - 2h24'58"